# Quercus hartwissiana
Quercus hartwissiana — вид рослин з родини Букові (Fagaceae); поширений у Болгарії, Туреччині, Грузії, Росії.

## Опис

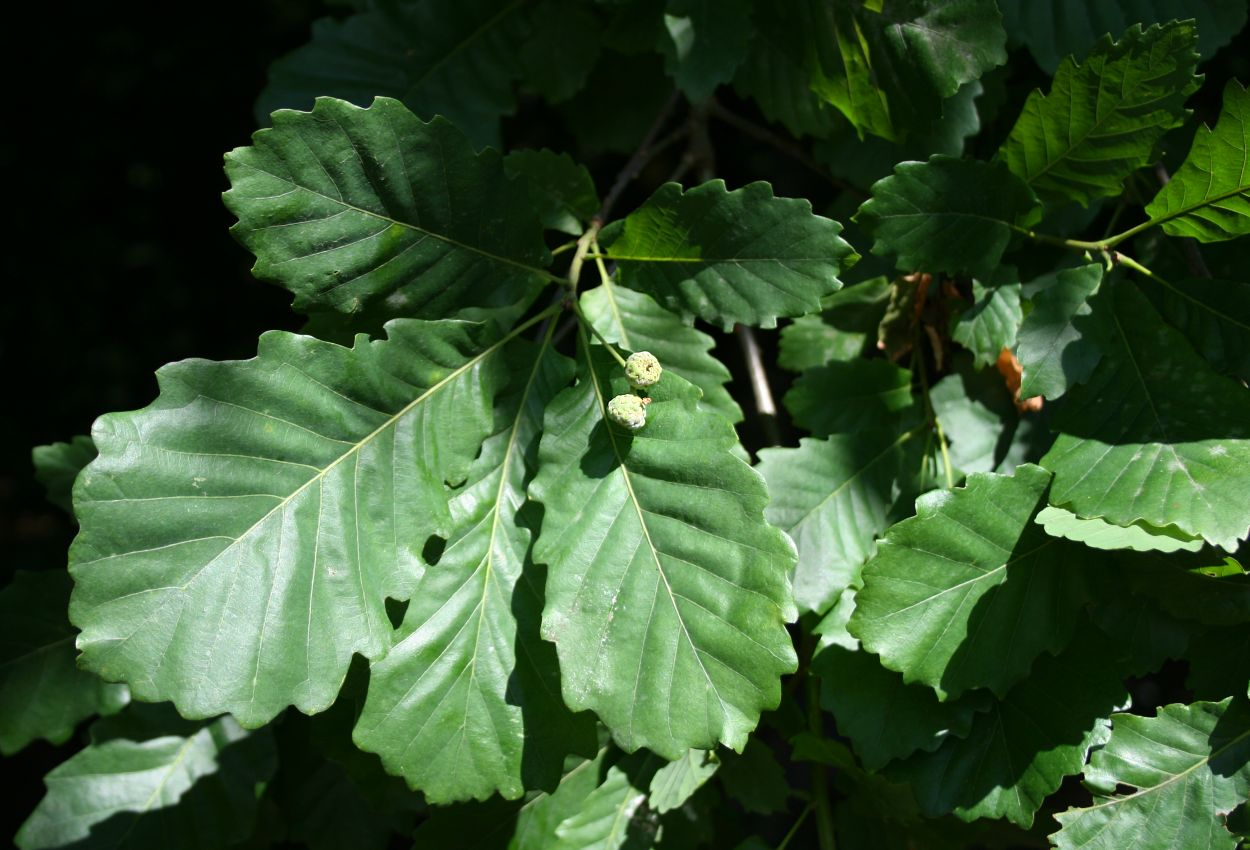
листя

Це велике дерево до 25 м заввишки. Кора товста, темно-червонувато-коричнева. Гілочки червонуваті, без волосся. Листки 7–15 × 3.5–6.5 см, від довгастих до овальних, звивисто-зубчасті; з 5–12 парами коротких, округлих, досить вузьких часточок; блискучі темно-зелені, голі зверху й бліді, запушені знизу; ніжка листка 1.3–2.2 см. Жолудь 1.8–3 см завдовжки, 1.5 см у діаметрі, ± яйцюватий; ніжка до 4 см; укладений на 1/3 в чашечку діаметром 1.2 см.

## Середовище проживання
Поширений у південно-східній Болгарії, Туреччині, Грузії, на північному Кавказі (Росія).
Зростає по басейнах більших річок, поодиноко або в групах, змішаних з іншими породами дерев. Йому потрібен теплий і вологий клімат. Добре росте на ділянках торфових земель.

## Використання
Деревина використовується для виготовлення меблів.

## Загрози й охорона
Низові ліси, де зустрічається Q. hartwissiana, були широко розповсюджені до початку 20 століття. Великі площі колишнього суцільного лісу були перетворені на плантації кукурудзи та чаю, або перетворені на пасовища. Зараз ліси руйнуються через тиск населення й попит на деревину.
У Болгарії й Грузії вид має статус VU.